# Merab
Merab (eller Merav) är i Bibeln dotter till Saul, Israels förste konung. Syster till Mikal.

## Andra betydelser
Merab är också en ko tillhörig Gabriel Isaksson i Lakaberg, "den vackraste ko han någonsin sett" med en "skönhet som nästan gjorde ont ini honom", i Torgny Lindgrens novellsamling Merabs skönhet.